# August Willich
August Willich (19. listopadu 1810 – 22. ledna 1878) byl německo-americký voják a revolucionář. Začínal jako důstojník pruské armády, poté se nadchl pro ideje komunismu a stal se členem Svazu komunistů, vedl revoluční oddíl v tzv. bádensko-falckém povstání roku 1849. Dostal se však do sporu s vedením Svazu komunistů a roku 1853 emigroval do USA. Zde se zapojil do války Severu proti Jihu, stal se generálem severní armády států Unie.